# Дельфін
Дельфі́н (Delphinus) — рід морських ссавців з родини дельфінових (Delphinidae).

## Назва
У перекладі з давньогрецької δελφίς, δελφύς дослівно означає «утроб», «матка», тобто «риба з маткою».
Нерідко словом «дельфін» позначають всіх зубатих представників ряду китоподібних (підряд дельфіноподібні, або «зубаті кити»). Зокрема, це стосується трьох різних родів родини дельфінових, поширених у морських акваторіях України: фоцени, афаліни і власне дельфіна.

## Систематика
|                                         |  |  |
| Пам'ятна монета НБУ присвячена Дельфіну |  |  |

Дельфін (Delphinus) — типовий рід родини Дельфінові (Delphinidae).
- рід Delphinus — Дельфін
  - Delphinus capensis — Дельфін довгомордий
  - Delphinus delphis — Дельфін білобокий
  - Delphinus tropicalis — Дельфін тропічний

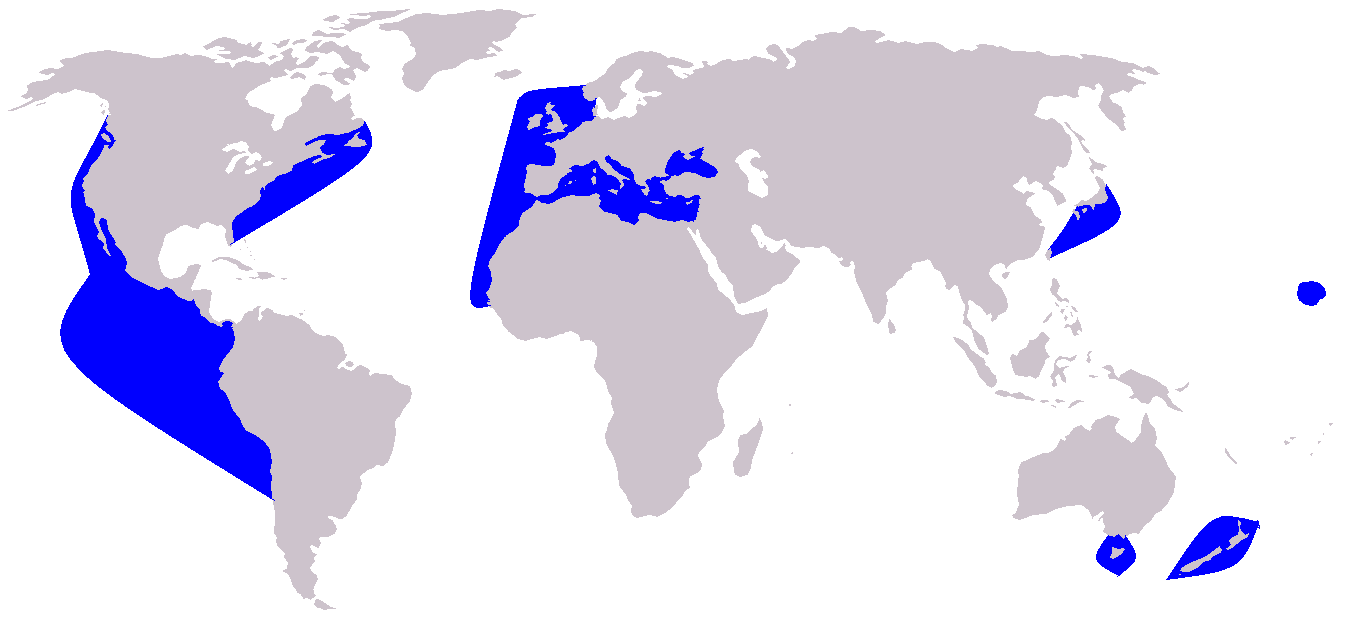
Delphinus delphis
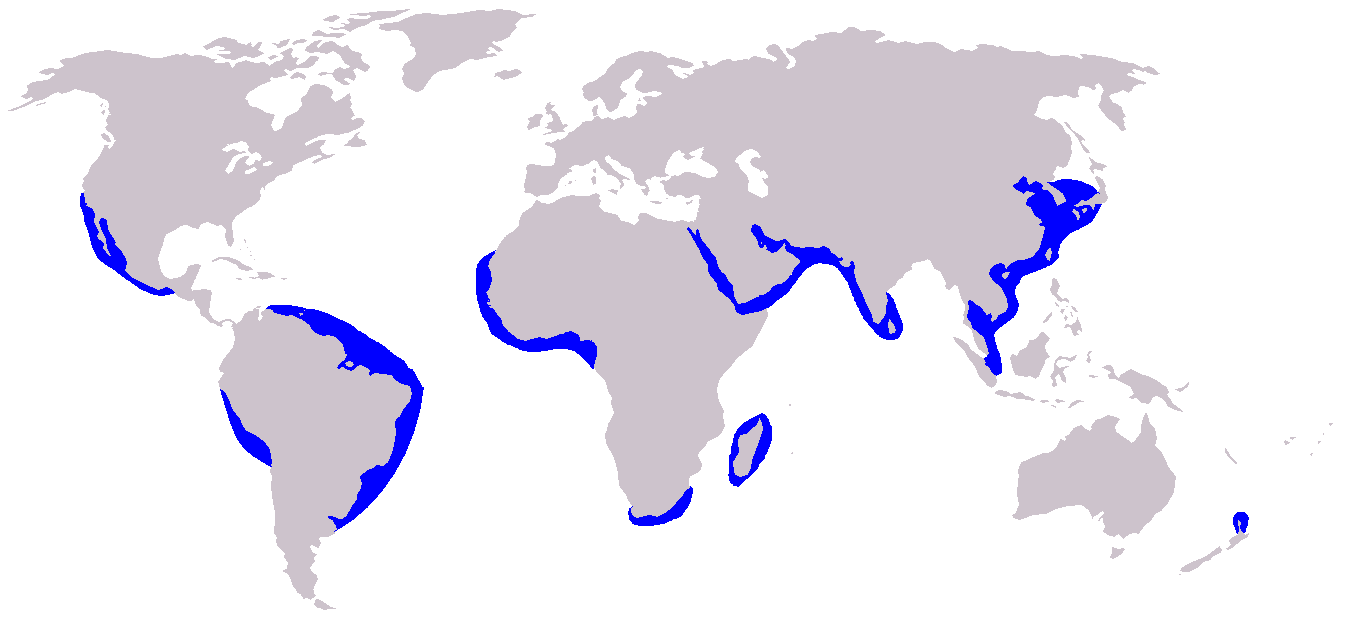
Delphinus capensis
Delphinus tropicalis
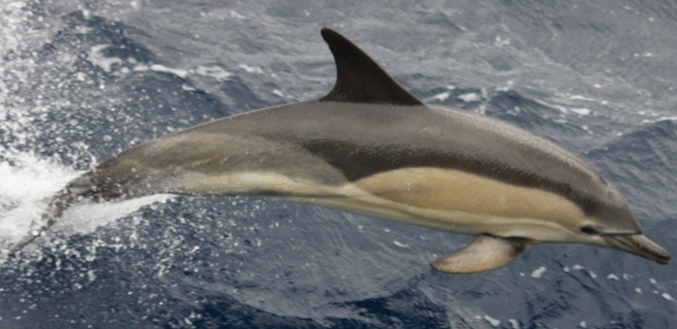
Дельфін звичайний біля берегів Ірландії
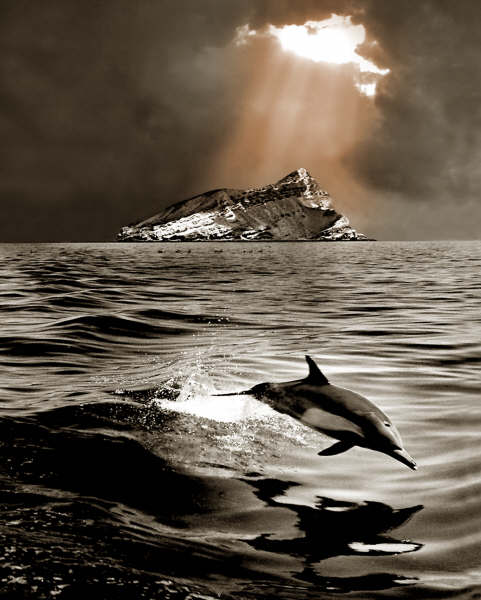
Дельфін капський у затоці Баха-Каліфорнії
Дельфін на гербі департаменту Луара, Франція